# Ipomoea albivenia
Ipomoea albivenia là một loài thực vật có hoa trong họ Bìm bìm. Loài này được Sweet mô tả khoa học đầu tiên năm 1830.

## Hình ảnh

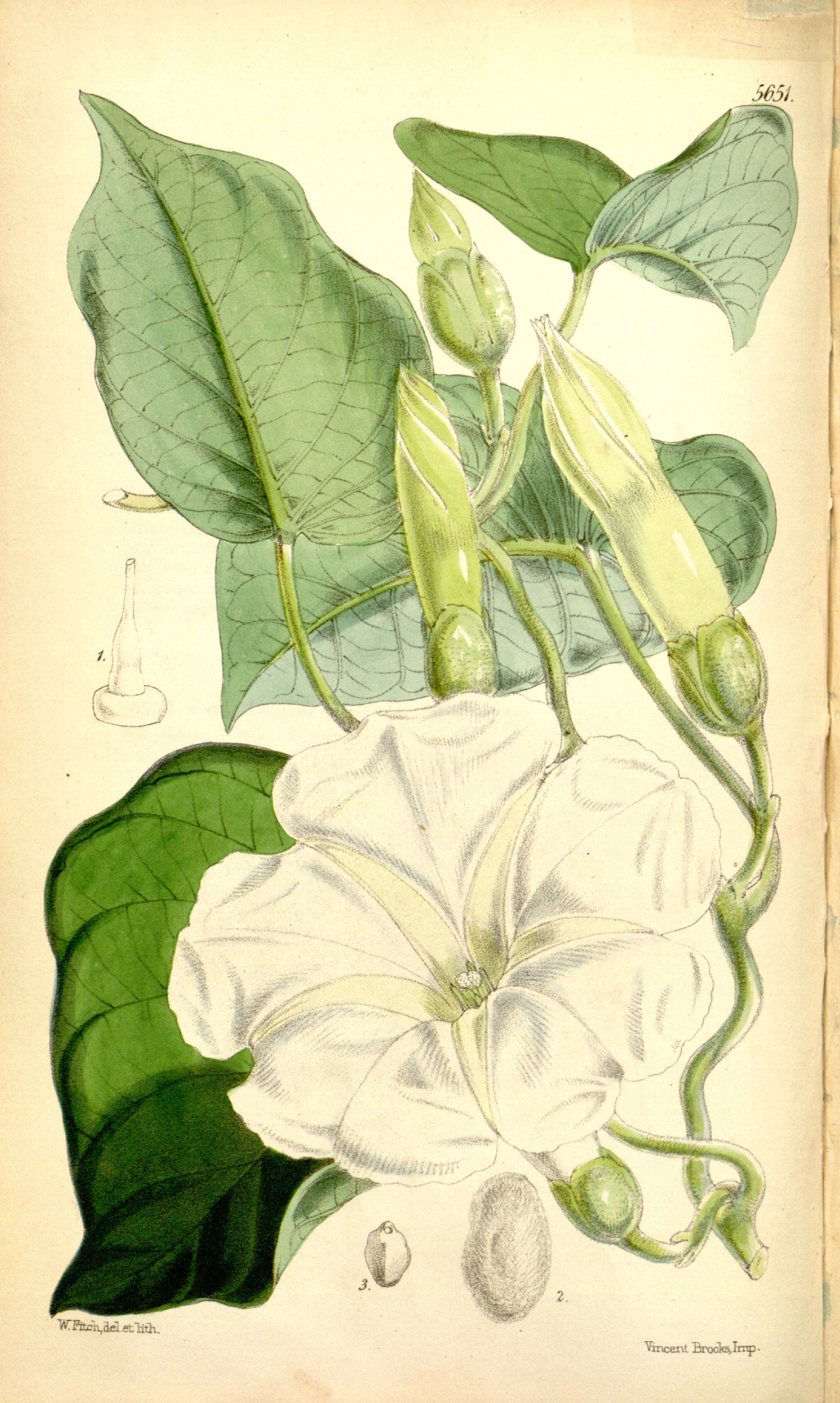